# (18287) Веркин
(18287) Веркин (18287 Verkin) — астероид в главном поясе астероидов, открытый 5 октября 1975 года.

## Описание
(18287) Веркин — астероид в главном поясе астероидов. Был обнаружен 5 октября 1975 г. в Крымской астрофизической обсерватории Людмилой Черных. Имеет орбиту, характеризующуюся большой полуосью 2,27 а. е., эксцентриситетом 0,05 и наклоном 8,8° относительно эклиптики.
Международный астрономический союз назвал этот астероид в честь известного физика, первого директора Физико-технического института низких температур Веркина Бориса Иеремиевича по представлению директора Института астрономии ХНУ имени В. Н. Каразина член-корреспондента НАН Украины Шкуратова Ю. Г. и заведующего отделом физики астероидов и комет доктора физ.-мат. наук Д. Ф. Лупишко.